# Bahnhof Braunschweig-Gliesmarode
Der Bahnhof Braunschweig-Gliesmarode ist eine Betriebsstelle der Bahnstrecken Braunschweig–Wieren und Celle–Braunschweig. Er liegt zwischen dem Östlichen Ringgebiet und Gliesmarode in Braunschweig. Neben dem Braunschweiger Hauptbahnhof ist er derzeit der einzige im Personenverkehr bediente Bahnhof auf dem Gebiet der Stadt Braunschweig.
Es besteht Anschluss an den öffentlichen Nahverkehr der Stadt Braunschweig. Direkt am Bahnhof wurden eine Straßenbahn- und eine Bushaltestelle errichtet.

## Geschichte

### 1894–1945

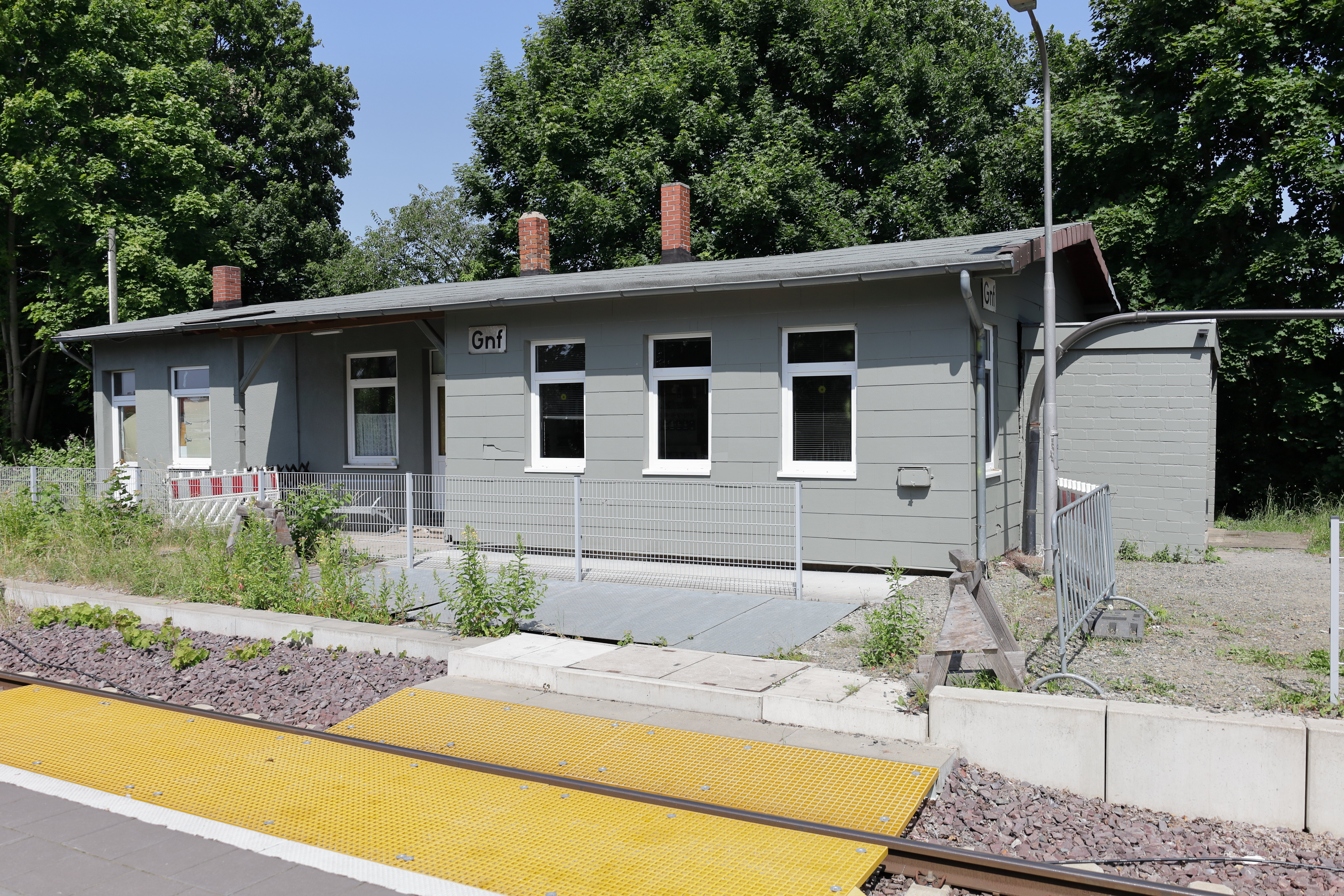
Dienstgebäude und Stellwerk Gnf (Gliesmarode Nord Fahrdienstleiter)

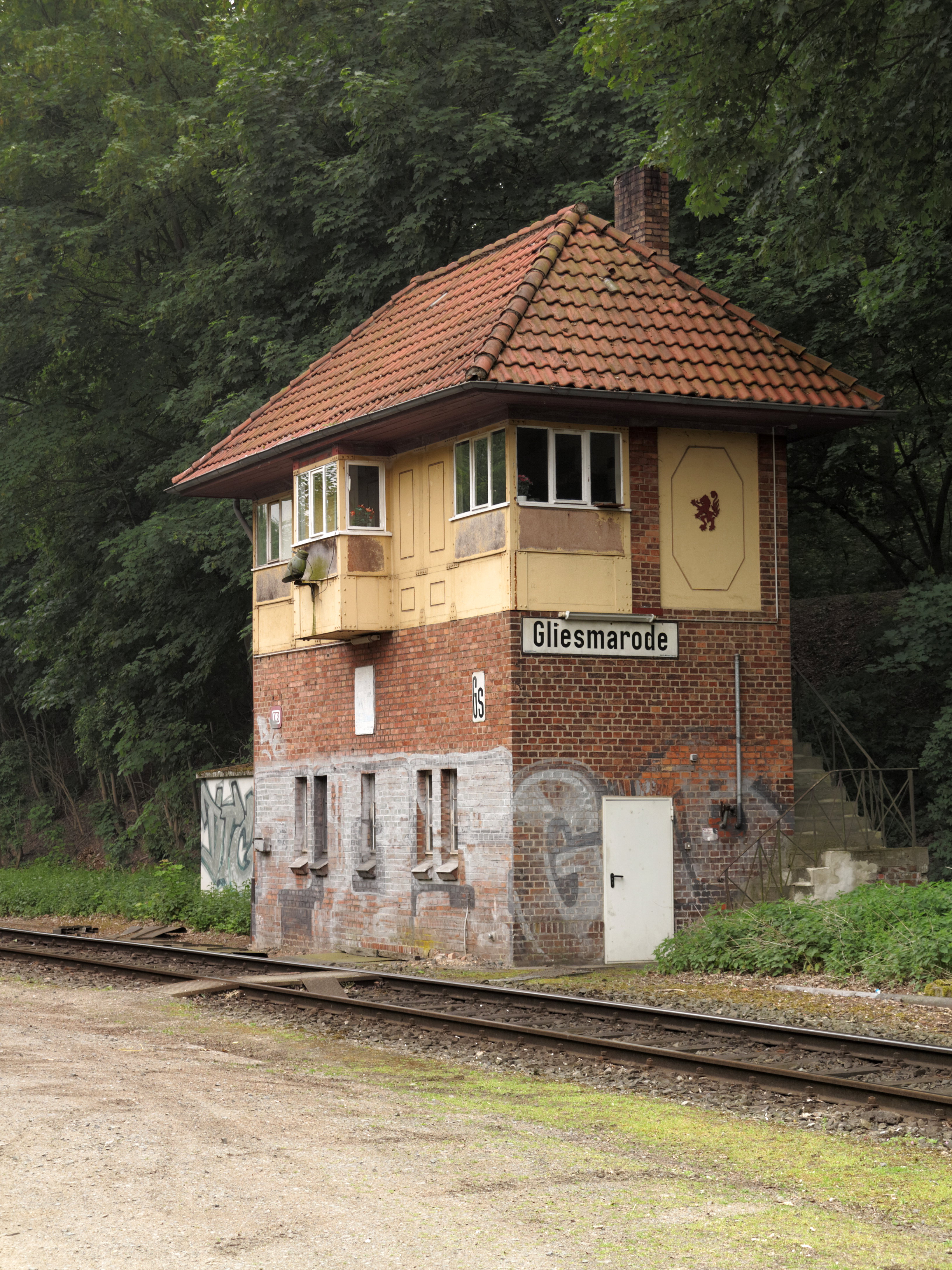
Stellwerk Gs (Gliesmarode Süd)

Am 1. Mai 1894 nahm die Preußische Staatseisenbahn den Haltepunkt Gliesmarode zusammen mit dem Abschnitt Braunschweig–Meine der Bahnstrecke Braunschweig–Wieren in Betrieb. Der Haltepunkt diente ausschließlich dem Personenverkehr und war mit einem Bahnbeamten für den Fahrkartenverkauf besetzt. Am 11. Dezember 1897 erhielt er einen Anschluss an das Straßenbahnnetz Braunschweigs. Bedient wurde die Strecke durch die Straßenbahnlinie Westbahnhof–Gliesmarode.
1913 begann die Errichtung einer Bahnstrecke nach Celle, die in Gliesmarode von der Bahnstrecke Braunschweig–Wieren abzweigen sollte. Dafür wurde der bisherige Haltepunkt ab 1914 zum Trennungsbahnhof ausgebaut. Um Platz für die Gleisanlagen zu schaffen, wurden der südlich des Haltepunktes gelegene Einschnitt und der nördlich gelegene Bahndamm verbreitert. Durch den Beginn des Ersten Weltkrieges verzögerten sich jedoch die Bauarbeiten. Zur Unterscheidung von den nahegelegenen Bahnhöfen Gliesmarode BLE (ab 1937 Gliesmarode West) der Braunschweigischen Landes-Eisenbahn-Gesellschaft und Gliesmarode Ost der Braunschweig-Schöninger Eisenbahn benannte die Deutsche Reichsbahn den Haltepunkt 1921 in Braunschweig-Gliesmarode Reichsbahn um. Am 1. März 1923 wurde die Strecke nach Celle in Betrieb genommen. Der bisherige Haltepunkt wurde zum Trennungsbahnhof und auf drei Bahnsteiggleise erweitert. Zur Stellung der Weichen und Signale ging im Süden des Bahnhofs ein mechanisches Stellwerk der Einheitsbauart in Betrieb, das in einem zweigeschossigen Bau westlich der Gleise untergebracht ist. Zum 14. Juli 1923 wurde der Bahnübergang Grünewaldstraße im südlichen Bahnhofsbereich durch eine Schrankenanlage gesichert.
Am 1. Januar 1938 stellte die Deutsche Reichsbahn eine Verbindungskurve vom Bahnhof Gliesmarode Reichsbahn zum Bahnhof Gliesmarode West an der nördlich des Bahnhofs kreuzenden Strecke nach Fallersleben her. Der Bahnhof erhielt ein zusätzliches Stellwerk der Einheitsbauart im Norden, das im Empfangsgebäude untergebracht wurde. Es übernahm unter der Bezeichnung Gnf die Funktion des Fahrdienstleiterstellwerkes, während das vorhandene Stellwerk als Gs zum Wärterstellwerk wurde. 1941 wurde der Namenszusatz Reichsbahn gestrichen und der Bahnhof nur noch Braunschweig-Gliesmarode genannt.

### 1945–2016

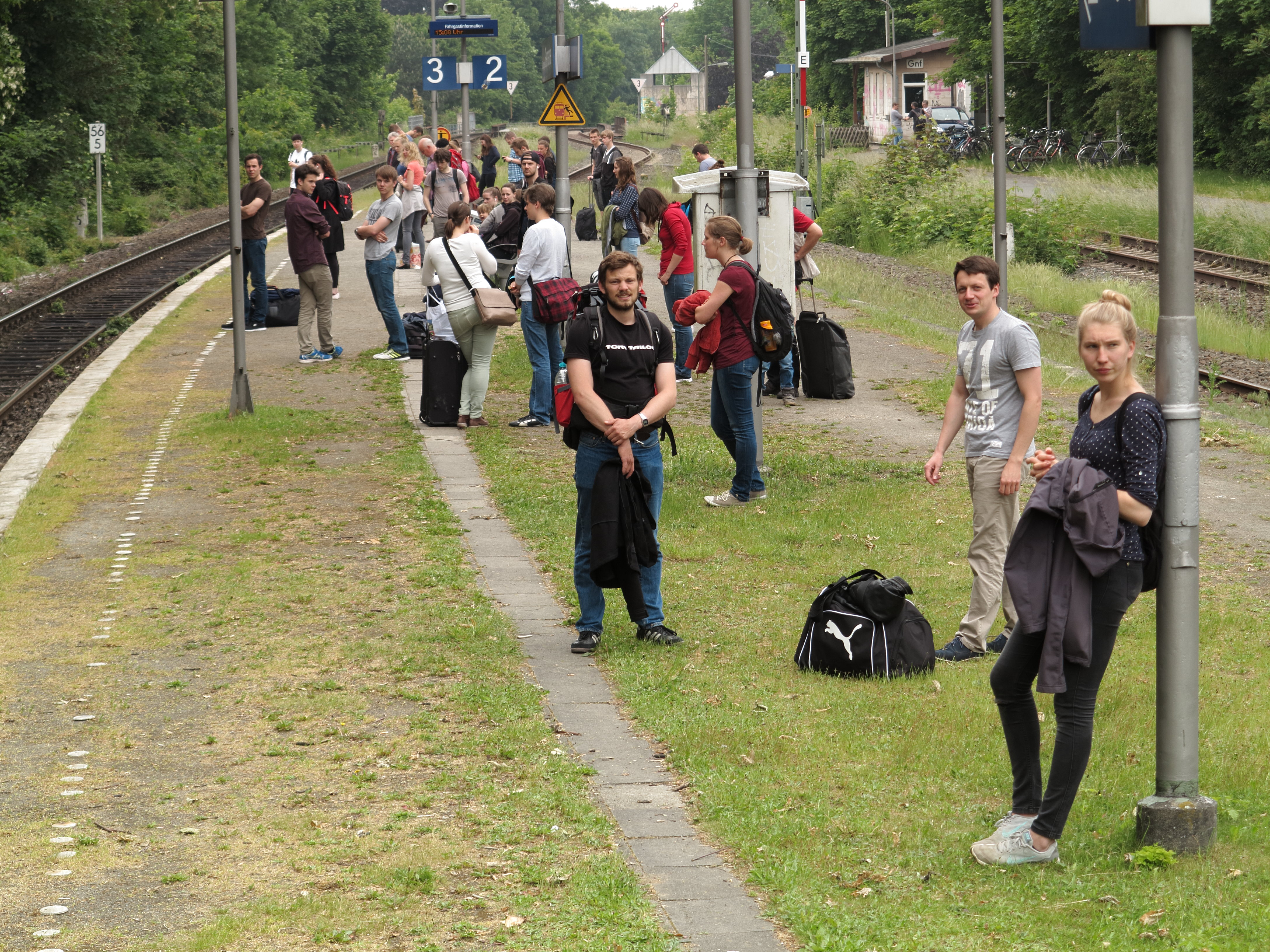
Bahnsteig 2016

Am 27. Mai 1962 stellte die Deutsche Bundesbahn den Personenverkehr auf der Strecke Richtung Celle ein. 1966 begann die DB mit einer Umgestaltung der Gleisanlagen im nördlichen Bahnhofsbereich. Die Bahnstrecke nach Wieren wurde über eine Weiche neu an das Streckengleis nach Celle angeschlossen und die Weichenverbindungen zwischen den Hauptgleisen teilweise nach Norden verlegt. Dadurch konnte Gleis 3 nun lange Güterzüge für Zugkreuzungen auf der Strecke nach Fallersleben aufnehmen. 1968 konnte die DB den Bahnhofsumbau abschließen.
Von 1988 bis Februar 1990 wurde im nördlichen Bahnhofsbereich, direkt nördlich der bisherigen Unterführung der Berliner Straße, eine neue Straßenunterführung für die Hans-Sommer-Straße errichtet. Während der Bauarbeiten war über der Unterführung jeweils nur eines der Hauptgleise gleichzeitig befahrbar, zur Anbindung der übrigen Bahnsteiggleise verlegte die Deutsche Bundesbahn provisorische Weichenverbindungen. Nach der Fertigstellung wurde der größte Teil des Straßenverkehrs durch die neue Unterführung geführt, in der alten Unterführung verblieb lediglich die Straßenbahn.
1991 stellte die Deutsche Bundesbahn auf der Bahnstrecke Celle–Braunschweig den Güterverkehr hinter Harvesse ein, 1992 folgte die Einstellung auf dem Abschnitt von Braunschweig-Rühme bis Harvesse. Der verbliebene Abschnitt bis Braunschweig-Rühme blieb als Zufahrt zum Hafen weiterhin in Betrieb. Nach der Inbetriebnahme der Weddeler Schleife legte die Deutsche Bahn die Strecke nach Fallersleben 1998 still, nur der Abschnitt von Gliesmarode bis Braunschweig Ost (ehemals Gliesmarode West) blieb vorerst in Betrieb. Der Zugverkehr am Bahnhof Gliesmarode ging dadurch stark zurück und Teile der Gleisanlagen wurden nicht mehr benötigt. Im März 1999 wurde Gleis 1 stillgelegt.
Zum 31. Dezember 2000 stellte die Deutsche Bahn den Restgüterverkehr nach Braunschweig Ost ein. Das Streckengleis nach Braunschweig Ost wurde im Mai 2002 durch einen Prellbock verschlossen und im Herbst 2005 schließlich demontiert. 2014 baute die Deutsche Bahn die Weichen zum stillgelegten Gleis 1 und zur Strecke nach Fallersleben zurück. Gleis 1 blieb im Bahnsteigbereich in Fragmenten erhalten. Heute befinden sich im Bahnhof noch zwei Gleise, so dass Kreuzungen auf der eingleisigen Strecke möglich bleiben.
Die Anlagen für den Personenverkehr unterschritten am Anfang des 21. Jahrhunderts den zeitgenössischen Mindeststandard sehr deutlich, da die beiden Bahnsteige weder gepflastert noch die in der Region Braunschweig übliche Bahnsteighöhe von 55 Zentimetern aufwiesen und somit nicht barrierefrei waren. 
Im Jahr 2008 äußerte die Deutsche Bahn AG, dass der Bahnhof Gliesmarode mit der Einführung der damals geplanten RegioStadtBahn Braunschweig im SPNV stillgelegt würde. Die Pläne zur RegioStadtBahn wurden jedoch später aufgegeben.

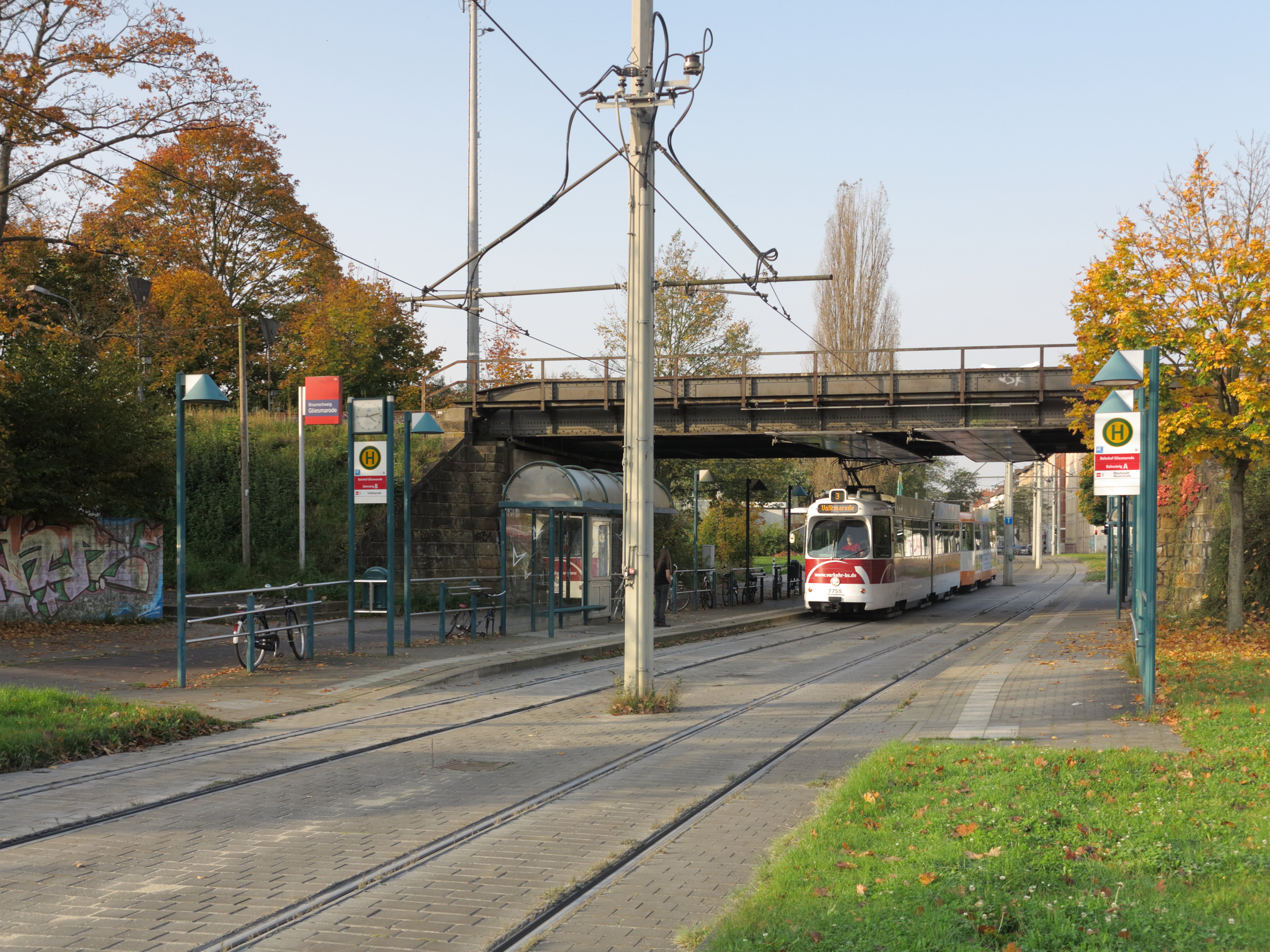
Straßenbahnhaltestelle „Bahnhof Gliesmarode“ vor ihrem Abriss
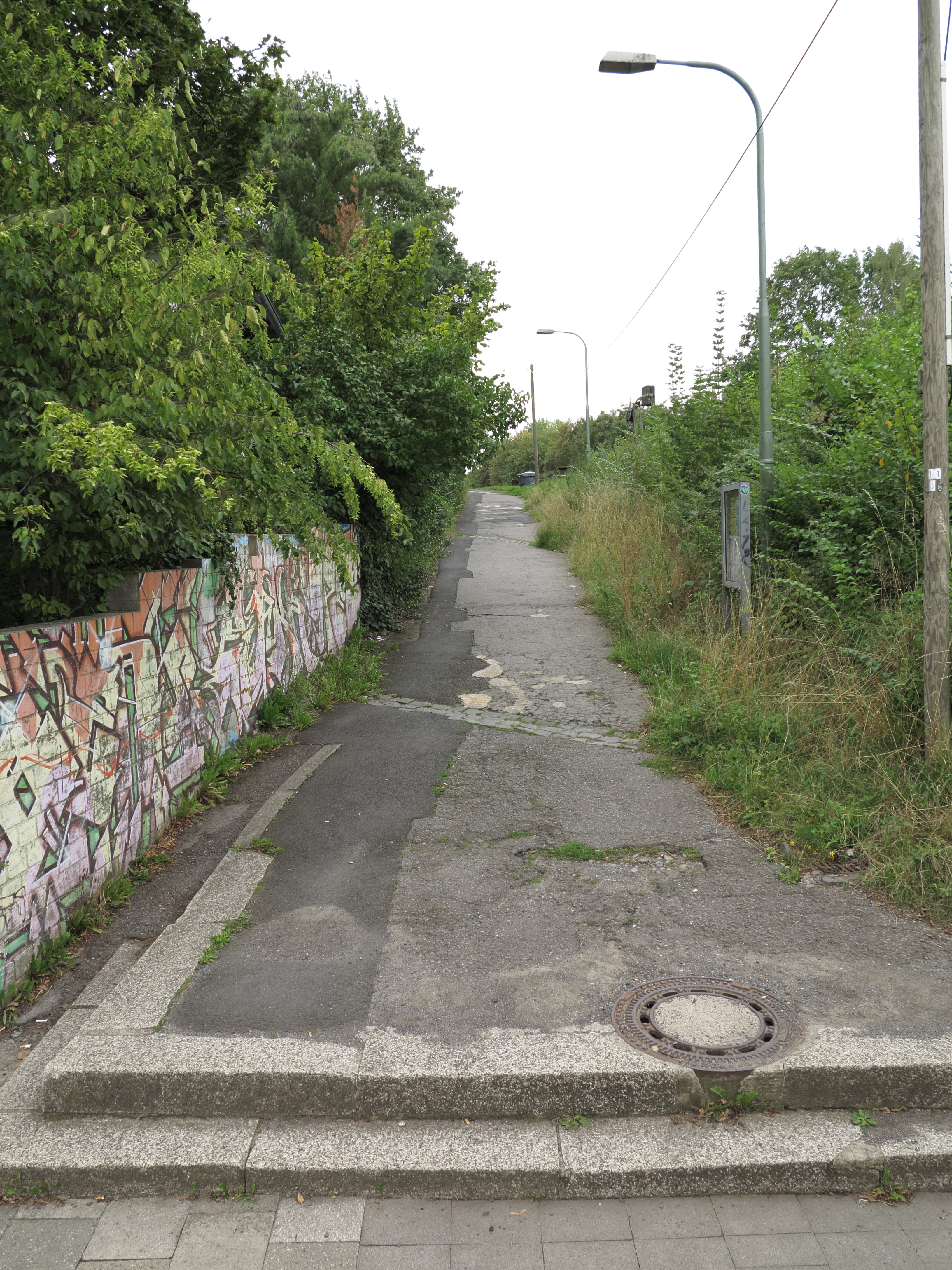
Historischer Bahnhofseingang (2019, 2022 aufgegeben).
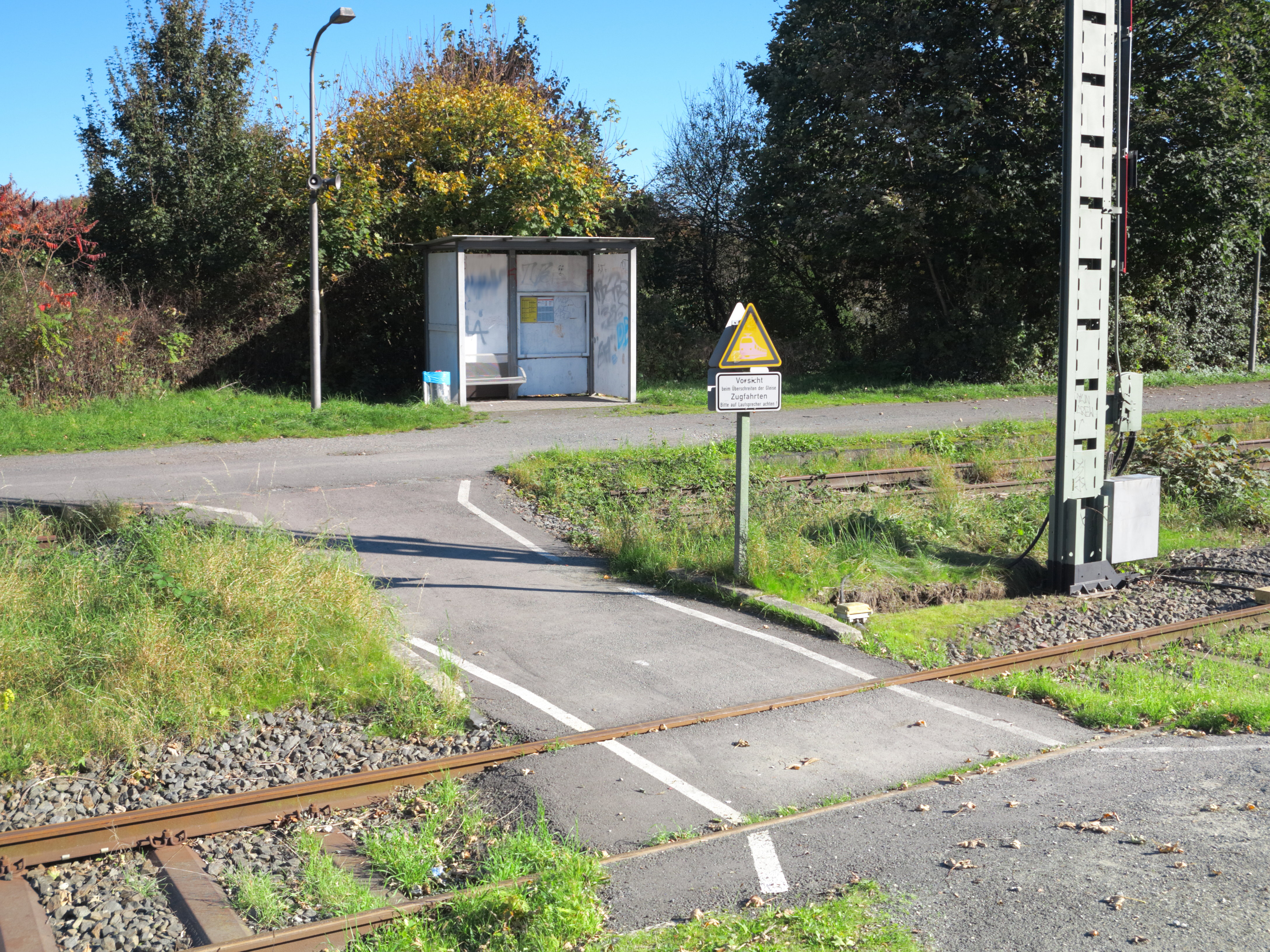
Bahnübergang Gleis 2 (2017, 2022 abgerissen). Im Hintergrund das brachliegende Gleis 1.
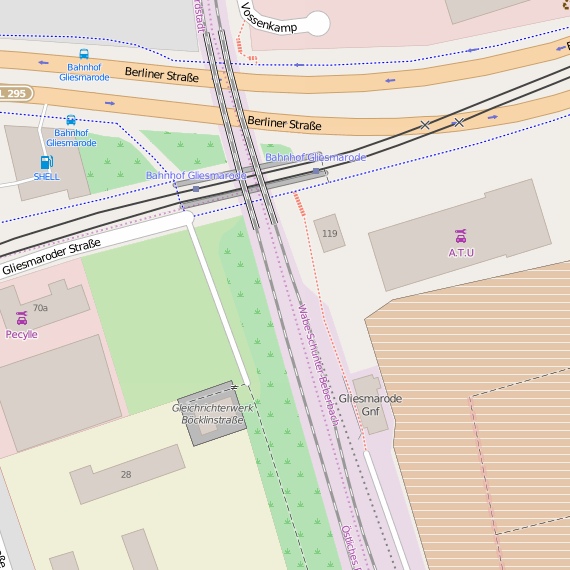
Karte des alten Bahnhofs

### Seit 2017

#### Neubau der Personenverkehrsanlagen (NiaZ III)

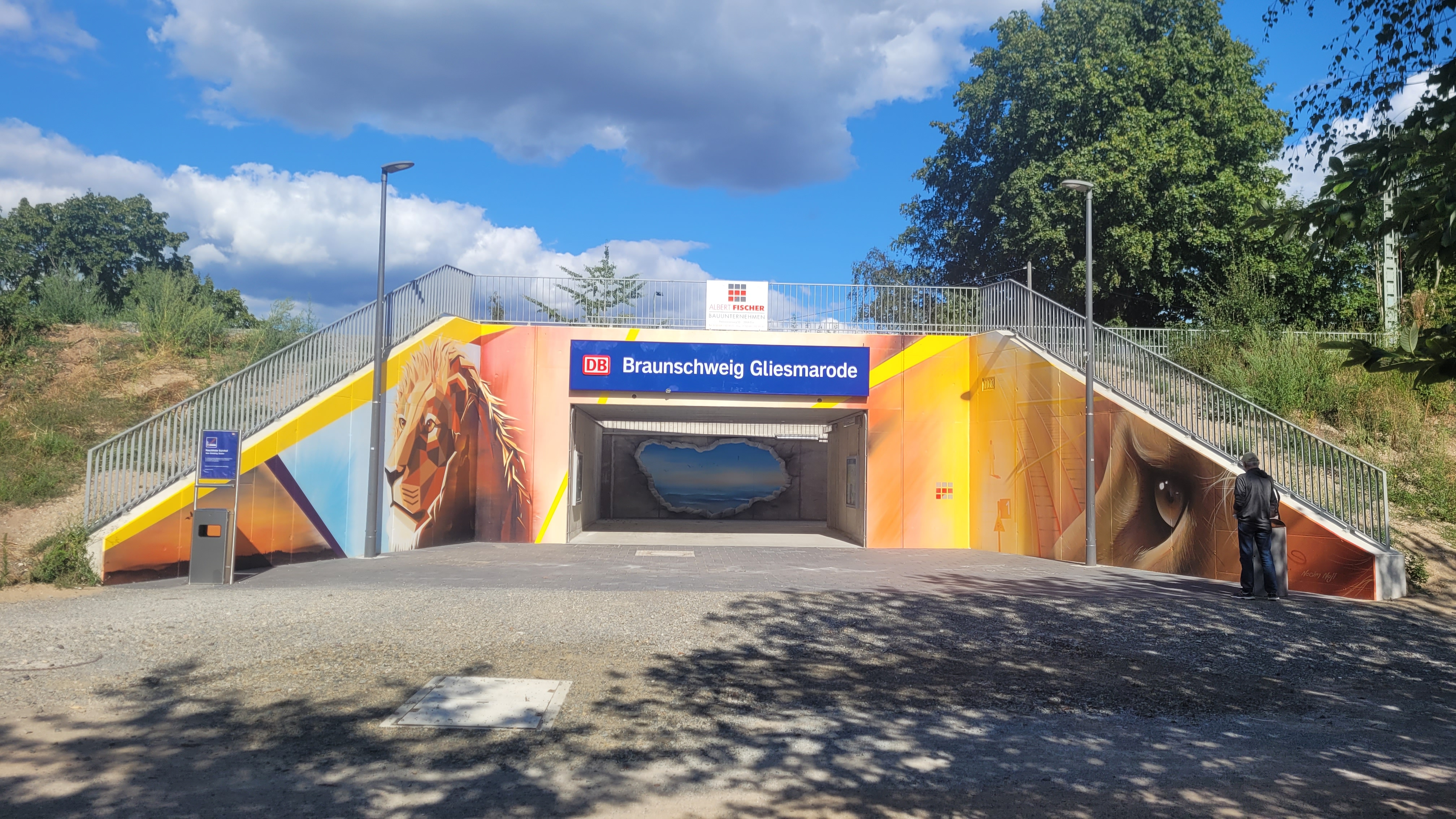
Im Juni 2022 eröffnete Unterführung (Kunst: Nasim Naji)

Mit dem Hintergrund der ungenügenden Ausstattung im Personenverkehr wurde der Bahnhof in das Sanierungsprogramm Niedersachsen ist am Zug III aufgenommen. Die Neubaupläne wurden im Oktober 2017 veröffentlicht. Zu diesem Zeitpunkt wurde für den Umbau ein Kostenvolumen in Höhe von rund 3,1 Millionen Euro angesetzt. Der Bezirksrat Wabe-Schunter-Beberbach lehnte die Umbaupläne einstimmig ab und kritisierte im September 2019 die aus ihrer Sicht mangelnde Barrierefreiheit aufgrund fehlender Aufzüge und einen fehlenden Zugang zur Grünewaldstraße.

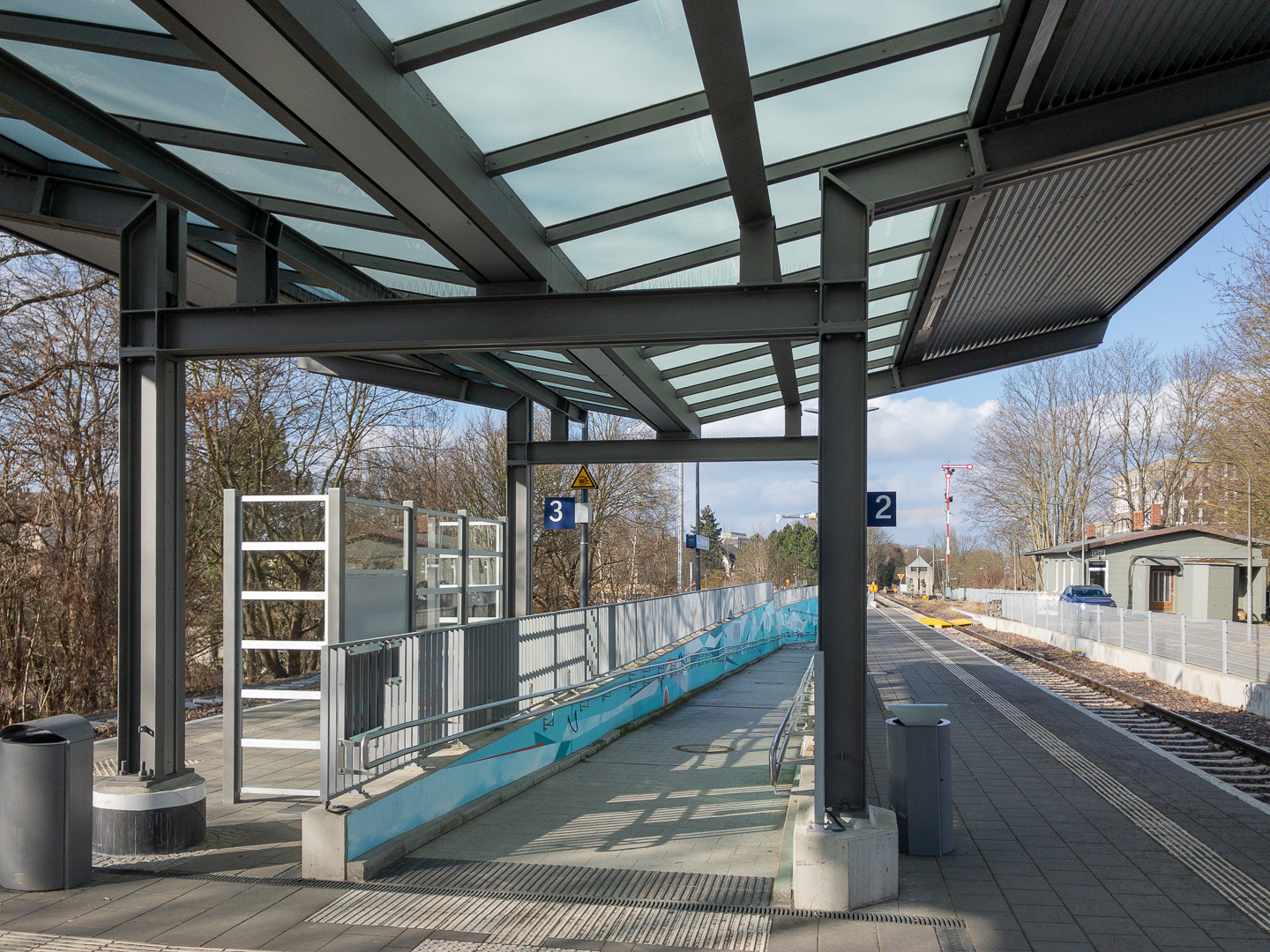
Bahnhof Braunschweig-Gliesmarode, barrierefreier Zugang der Bahnsteige

Für den Bahnhof Braunschweig-Gliesmarode wurde die Verlegung des Bahnsteigs um circa 200 Meter nach Norden und den Bau eines höhen- und barrierefreien Bahnsteigzugangs vom Ringgleis mit Bahnsteigen nach zeitgenössischem Ausstattungsstandard vorgesehen. Der Regionalverband Großraum Braunschweig kündigte im Jahr 2020 abweichend davon an, die bisherigen Planungen um einen breiteren Tunnel (sechs statt 2,5 Meter) und ein Bahnsteigdach zu versehen. Die geplanten Mehrausgaben in Höhe von rund 450.000 Euro wurden mit der Erwartung deutlich höherer Benutzerzahlen als ursprünglich kalkuliert begründet. Am 13. März 2021 begannen die Neubauarbeiten, es wurde zu diesem Zeitpunkt ein Kostenvolumen in Höhe von 5 Millionen Euro angesetzt. Die Bauarbeiten wurden mit der Freigabe der Bahnhofsunterführung am 28. Juni 2022 mit abgerufenen Kosten in Höhe von rund 8,5 Millionen Euro beendet.

#### Neubau Bahnhofsvorplatz

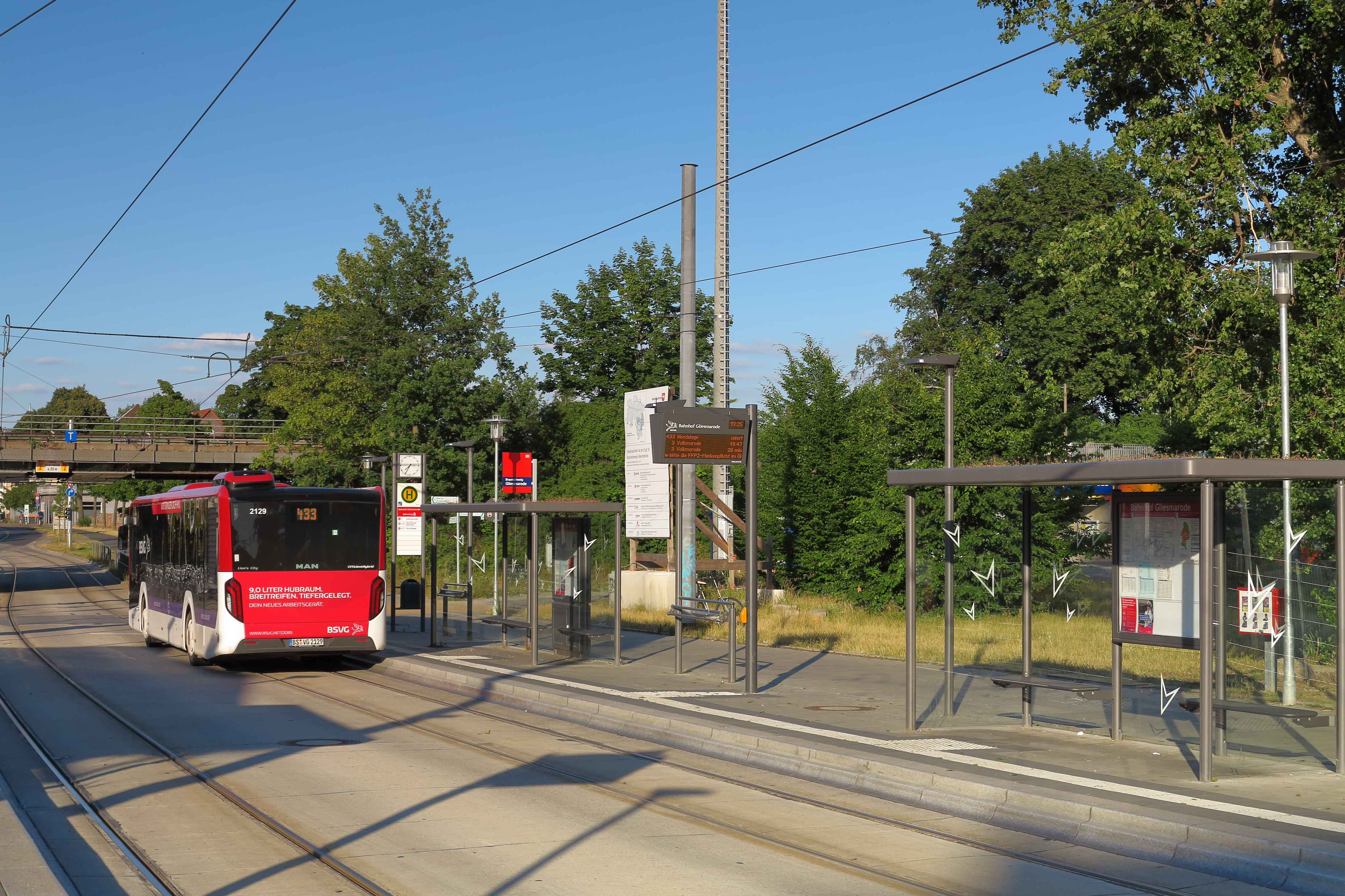
Die Haltestelle auf dem Bahnhofsvorplatz

Auf einer angrenzenden Brachfläche soll ein neuer Bahnhofsvorplatz entstehen, der unter anderem an die Karlstraße angebunden werden soll. Die bis 2021 getrennten Bus- und Straßenbahnhaltestellen wurden zu einer kombinierten Haltestelle für Straßenbahn und Busse umgebaut. Infrastruktur für die Nahversorgung soll errichtet werden. Taxistände sowie Carsharingparkplätze werden neu eingerichtet.

#### Stellwerkstechnik
Im August 2025 wurde Bauarbeiten abgeschlossen, die die bisherige mechanische Technik gegen elektrische Weichen und Signale austauschten. Die mechanischen Stellwerke Gnf und Gs an den jeweiligen im Bereich des Bahnhofes werden nicht mehr benötigt und sollen zukünftig durch den Betriebsbahnhof Wenden-Bechtsbüttel über ESTW ferngesteuert werden. Nach den Baumaßnahmen wurde der mechanische Bahnübergang Grünewaldstraße geschlossen.

## Bedienung
| Linie | Verlauf                                                         | Taktfrequenz | EVU   |
| ----- | --------------------------------------------------------------- | ------------ | ----- |
| RB 47 | BS Hauptbahnhof – BS-Gliesmarode – Gifhorn – Wittingen – Uelzen | 60 min       | Erixx |

Bis zum Dezember 2020 wurde der Bahnhof im Schienenpersonenverkehr im Zweistundentakt bedient. Seit dem erfolgten Ausbau der Betriebsstelle Rötgesbüttel zum Bahnhof wird die RB 47 im Stundentakt bestellt.
| Linie                  | Verlauf                                                                            | Taktfrequenz | Betreiber |
| ---------------------- | ---------------------------------------------------------------------------------- | ------------ | --------- |
| 3                      | Volkmarode – Bahnhof Gliesmarode – Rathaus – Europaplatz – Donauknoten – Weststadt | 7/8 min      | BSVG      |
| 433                    | Hondelage – Querum – Bahnhof Gliesmarode – Ring – Lehndorf – Kanzlerfeld – PTB     | 30 min       | KVM       |
| 230                    | Braunschweig Rathaus – Bahnhof Gliesmarode – Wendhausen – Lehre – Wolfsburg        | 30 min       | WVG       |
| Stand: 14. August 2025 |                                                                                    |              |           |

## Planungen

### Stellwerkstechnik und Bahnübergang Grünewaldstraße
Der bis zuletzt mit einem mechanischen Läutewerk bediente Bahnübergang Grünewaldstraße wird in diesem Zusammenhang aufgelassen. In einer im Vorfeld durchgeführten Untersuchung wurde die Neuerrichtung eines Bahnübergangs aufgrund zu erwartender betrieblicher Nachteile im Rahmen einer Machbarkeitsstudie abgelehnt. Perspektivisch soll nach einer Variantenuntersuchung eine Bahnunterführung geschaffen werden. Diese soll baulich auf perspektivische Entwicklungen (Ringgleis, Gleiserweiterung) ausgelegt werden und von Süden einen Zugang zu den Bahnsteigen ermöglichen. Die Kosten werden auf etwa fünf Millionen Euro geschätzt.

### Ausbau des Gleisplans
Im nördlichen Bahnhofsbereich soll langfristig (Zeithorizont 2030) das bisher in einer Weiche mündende Gleis 1 direkt in die Strecke nach Gifhorn geführt und der Bereich zu einem vollwertigen Gleistrapez ausgebaut werden. Damit sind in die jeweiligen Gleise Ein- und Ausfahrten mit bis zu 80 km/h möglich. Die Nutzung der Strecke nach Harvesse für SPNV ist hierbei explizit berücksichtigt. Zudem ist die Erhöhung der Nutzlänge auf 740 Meter für Schienengüterverkehr vorgesehen. Optional ist der Bau eines Zungenbahnsteiges mit einem neuen, mittigen Stumpfgleis berücksichtigt.